# Panicum micranthum
Panicum micranthum là một loài thực vật có hoa trong họ Hòa thảo. Loài này được Kunth mô tả khoa học đầu tiên năm 1816.